# Peter Müller (esquiador)
Peter Müller (Adliswil, 6 de agosto de 1957) es un deportista suizo que compitió en esquí alpino; campeón mundial en 1987.
Participó en tres Juegos Olímpicos de Invierno, obteniendo dos medallas, plata en Sarajevo 1984 y plata en Calgary 1988, ambas en la prueba de descenso, y el cuarto lugar en Lake Placid 1980 (descenso).
Ganó tres medallas en el Campeonato Mundial de Esquí Alpino entre los años 1985 y 1989. 

## Palmarés internacional
| Juegos Olímpicos   | Juegos Olímpicos      | Juegos Olímpicos | Juegos Olímpicos |
| Año                | Lugar                 | Medalla          | Prueba           |
| ------------------ | --------------------- | ---------------- | ---------------- |
| 1984               | Sarajevo (Yugoslavia) | Medalla de plata | Descenso         |
| 1988               | Calgary (Canadá)      | Medalla de plata | Descenso         |
| Campeonato Mundial |                       |                  |                  |
| Año                | Lugar                 | Medalla          | Prueba           |
| 1985               | Bormio (Italia)       | Medalla de plata | Descenso         |
| 1987               | Crans-Montana (Suiza) | Medalla de oro   | Descenso         |
| 1989               | Vail (Estados Unidos) | Medalla de plata | Descenso         |